# Seznam divizij
Seznam vojaških divizij.

## Seznami

### Seznam po državah in obdobjih
- seznam ameriških divizij

- seznam divizij Kopenske vojske ZDA
- seznam divizij Korpusa mornariške pehote ZDA

- seznam avstralskih divizij

- seznam avstralskih divizij prve svetovne vojne
- seznam avstralskih divizij druge svetovne vojne

- seznam avstrijskih divizij
- seznam avstro-ogrskih divizij
- seznam beloruskih divizij
- seznam britanskih divizij

- seznam britanskih divizij prve svetovne vojne
- seznam britanskih divizij druge svetovne vojne

- seznam češkoslovaških divizij
- seznam čilenskih divizij
- seznam egiptovskih divizij
- seznam finskih divizij

- seznam finskih divizij zimske vojne
- seznam finskih divizij nadaljevalne vojne

- seznam hrvaških divizij

- seznam hrvaških divizij druge svetovne vojne
- seznam divizij Hrvaške vojske

- seznam indijskih divizij

- seznam indijskih divizij druge svetovne vojne
- seznam divizij Indijske kopenske vojske

- seznam iranskih divizij
- seznam iraških divizij
- seznam italijanskih divizij

- seznam italijanskih divizij prve svetovne vojne
- seznam italijanskih divizij druge svetovne vojne

- seznam izraelskih divizij
- seznam japonskih divizij

- seznam japonskih divizij druge svetovne vojne
- seznam divizij Japonskih kopenskih obrambnih sil

- seznam jugoslovanskih divizij

- seznam divizij Kraljevine Jugoslavije
- seznam divizij NOV in POJ

- slovenske partizanske divizije

- seznam divizij JLA
- seznam divizij VJ

- seznam južnoafriških divizij

- seznam južnoafriških divizij druge svetovne vojne

- seznam kanadskih divizij

- seznam kanadskih divizij prve svetovne vojne
- seznam kanadskih divizij druge svetovne vojne

- seznam kirgizijskih divizij
- seznam kitajskih divizij
- seznam kolumbijskih divizij
- seznam korejskih divizij

- seznam južnokorejskih divizij
- seznam divizij Korejske ljudske armade

- seznam kubanskih divizij
- seznam madžarskih divizij

- seznam madžarskih divizij druge svetovne vojne

- seznam mehiških divizij
- seznam nemških divizij

- seznam nemških divizij prve svetovne vojne
- seznam divizij Wehrmachta

- seznam pakistanskih divizij
- seznam poljskih divizij

- seznam poljskih divizij prve svetovne vojne
- seznam poljskih divizij druge svetovne vojne

- seznam romunskih divizij druge svetovne vojne
- seznam ruskih divizij

- seznam divizij Ruske federacije

- seznam sirijskih divizij
- seznam slovaških divizij

- seznam slovaških divizij druge svetovne vojne

- seznam slovenskih divizij

- slovenske partizanske divizije

- seznam somalskih divizij
- seznam divizij Kraljeve tajske kopenske vojske
- seznam turkmenistanskih divizij
- seznam turških divizij

- seznam turških divizij prve svetovne vojne
- seznam turških divizij druge svetovne vojne

- seznam ukrajinskih divizij
- seznam vietnamskih divizij

- seznam divizij Armade Republike Južni Vietnam
- seznam divizij Severnovietnamske vojske
- seznam divizij Ljudske republike Vietnam

- seznam divizij ZSSR

### Seznam po sestavi
- seznam pehotnih divizij
- seznam konjeniških divizij
- seznam oklepnih divizij
- seznam gorskih divizij
- seznam topniških divizij
- seznam marinskih divizij
- seznam padalskih divizij
- seznam zračnoprevoznih divizij
- seznam zračnomobilnih divizij
- seznam partizanskih divizij